# Latrodectus lilianae
Latrodectus lilianae là một loài nhện trong họ Theridiidae.